# Rhinichthys cobitis
Rhinichthys cobitis är en fiskart som först beskrevs av Girard, 1856. Arten ingår i släktet Rhinichthys, och familjen karpfiskar. Internationella naturvårdsunionen (IUCN) kategoriserar arten globalt som sårbar. Inga underarter finns listade i Catalogue of Life.